# Manakamana (Syangja)
Manakamana (nep. मनकामना) – gaun wikas samiti w zachodniej części Nepalu w strefie Gandaki w dystrykcie Syangja. Według nepalskiego spisu powszechnego z 2001 roku liczył on 1090 gospodarstw domowych i 5488 mieszkańców (3009 kobiet i 2479 mężczyzn).